# 谢尔盖·戈卢比茨基
谢尔盖·维塔利约维奇·戈卢比茨基（烏克蘭語：Сергій Віталійович Голубицький，1969年12月20日—），乌克兰男子击剑运动员。他曾获得1997年、1998年和1999年世界击剑锦标赛男子花剑个人冠军。